# Отеску, Йон Нонна
Йон Но́нна Оте́ску (рум. Ion Nonna Otescu, также рум. Ottescu; 15 декабря 1888, Бухарест, Румыния — 25 марта 1940, там же) — румынский композитор, дирижёр и педагог.

## Биография
Окончил Бухарестскую консерваторию (по классу Думитру Кириак-Джорджеску и Альфонсо Кастальди). Совершенствовался по композиции в Париже у Шарля-Мари Видора в Парижской консерватории и у Венсана д’Энди в Schola Cantorum de Paris. В 1921—1940 годах — главный дирижёр Румынской оперы. С 1913 года профессор Бухарестской консерватории, а с 1918 года — также её директор. Среди его учеников Мирча Кириак, Тудор Чортя и другие.

## Память
Его именем названа улица в Бухаресте.

## Сочинения
- музыкальная комедия  / Bubi (1903)
- опера  / Ilderim (1920, на либретто Виктор Ефтимиу)
- комическая опера «Чтение по Матфею»[1] / De la Matei Cetire (завершена Аурелом Строе[рум.]; 1966, Клуж)
- балет «Иляна Косынзяна»[2] / Ileana Cosânzeana (1918, на либретто Марии Румынской)
- балет «Волшебный рубин» / Rubinul Miraculos (1919)
- симфоническая поэма «Легенда о Красной Розе» / La Légende de la Rose Rouge (1910)
- симфоническая поэма «Нарцисс» / Narcisse (1912)
- симфоническая поэма «Время Книда» / Le Temple de Gnide (1914)
- симфоническая поэма для скрипки с оркестром «Чары Армиды» / Vrãjile Armidei (1922)
- скерцо для оркестра  / Din Bătrâni (1913)
- произведения для голоса и фортепиано
- камерная музыка

## Награды
- 1913 — Премия Энеску[рум.]
- 1928 — Румынская национальная премия за композиторское искусство